# Ракутін Микола Германович
Микола Германович Ракутін (1886 — 1973?) — радянський діяч, революціонер, секретар партійної колегії Східно-Сибірської крайової контрольної комісії ВКП(б), член ВЦВК. Член Центральної контрольної комісії ВКП(б) у 1930—1934 роках.

## Біографія
Працював робітником-металістом.
Член РСДРП(б) з 1909 року.
За революційну діяльність з 1913 до 1916 року сидів у в'язниці та перебував на засланні.
З 1918 року перебував на відповідальній партійній роботі в місті Іваново-Вознесенську.
На 1928—1930 роки — голова, заступник голови Іваново-Вознесенської губернської контрольної комісії ВКП(б) — робітничо-селянської інспекції.
До січня 1934 року — секретар партійної колегії Східно-Сибірської крайової контрольної комісії ВКП(б).
Подальша доля невідома.